# ماري تيريزا هندرسون
ماري تيريزا هندرسون (بالإنجليزية: Marie Therese Henderson)‏ هي ملحنة ومغنية بريطانية، ولدت في القرن العشرين في غلاسكو في المملكة المتحدة.

## وصلات خارجية
- ماري تيريزا هندرسون على موقع ميوزك برينز (الإنجليزية)
- ماري تيريزا هندرسون على موقع ديسكوغز (الإنجليزية)